# Terrance Knighton
Terrance Knighton (Hartford, 4 luglio 1986) è un giocatore di football americano statunitense che milita nel ruolo di defensive tackle per i New England Patriots della National Football League (NFL). Fu scelto nel corso del terzo giro del Draft NFL 2009 dai Jacksonville Jaguars. Al college ha giocato a football all’Università di Temple.

## Carriera professionistica

### Jacksonville Jaguars
Knighton fu scelto nel corso del terzo giro del Draft 2009 dai Jacksonville Jaguars. Il 31 luglio 2009 firmò un contratto quadriennale. Nella sua stagione da rookie disputò come titolare tutte le 16 partite mettendo a segno 45 tackle e 1,5 sack e fu inserito nella formazione ideale dei rookie da The Sportin News, Pro Football Weekly e dalla Pro Football Writers of America.
Il prosieguo della carriera di Knighton fu in dubbio a causa di un serio incidente a una pupilla riportato il 9 aprile 2012. Tuttavia si ristabilì, indossando talvolta degli occhiali scuri nel corso della stagione 2012.

### Denver Broncos
Il 13 marzo 2013, Knighton firmò con i Denver Broncos. Nella stagione regolare disputò tutte le 16 partite come titolare, mettendo a segno 31 tackle e 3 sack. Il 19 gennaio 2014, nella finale della AFC, i Broncos batterono i New England Patriots qualificandosi per il Super Bowl, la prima presenza della franchigia dal 1998, in una gara in cui Knighton mise a segno un sack su Tom Brady. Partì come titolare nel Super Bowl XLVIII contro i Seattle Seahawks ma i Broncos furono battuti in maniera netta per 43-8.

### Washington Redskins
Il 12 marzo 2015, Knighton firmò un contratto annuale del valore di 4 milioni di dollari coi Washington Redskins.

### New England Patriots
Il 31 marzo 2016, Knighton firmò un contratto annuale del valore di 4,5 milioni di dollari coi New England Patriots.

## Palmarès

### Franchigia
- American Football Conference Championship: 1

Denver Broncos: 2013

### Individuale
- PFWA All-Rookie Team - 2009

## Statistiche
| Partite totali      | 108  |
| Partite da titolare | 96   |
| Tackle              | 230  |
| Sack                | 14,0 |
| Intercetti          | 2    |
| Fumble forzati      | 3    |

Statistiche aggiornate alla stagione 2015